# Funció beta (física d'acceleradors)
En física d'acceleradors de partícules, la funció beta és una funció relacionada amb la mida transversal del feix de partícules a la posició s al llarg de la trajectòria nominal del feix. És relaciona amb la mida transversa del feix amb la següent expressió:
{\displaystyle \sigma (s)={\sqrt {\epsilon \cdot \beta (s)}}}
on 
- {\displaystyle s} és la posició al llarg de la trajectòria nominal del feix.
- {\displaystyle \sigma (s)} és l'amplada Gaussiana del feix en la direcció transversa.
- {\displaystyle \epsilon } és la mitjana quadràtica de l'emitància geomètrica del feix, la qual és normalment constant al llarg de la trajectòria quan no hi ha cap acceleració.

Típicament, diferents funcions de beta són utilitzades per a les dues direccions perpendiculars a la direcció transversal del feix (normalment, direccions horitzontals i verticals).

## Beta "estrella" (β*)
El valor de la funció beta a un punt d'interacció és anomenada beta estrella β*. La funció beta és típicament ajustada per a tenir un mínim local al punt de col·lisió dels feixos, per tal de minimitzar la mida del feix i així maximitzar la taxa d'interacció. Es pot demostrar que l'evolució de la funció beta al voltant del punt mínim ve donada per:
{\displaystyle \beta (z)=\beta ^{*}+{\dfrac {z^{2}}{\beta ^{*}}}}
on z és la distància al llarg de la direcció del feix nominal, a partir del punt mínim.
Això implica que quan més petita sigui la mida del feix al punt d'interacció, més ràpid serà l'augment de la funció de beta (i per tant la mida del feix) quan s'allunyi d'aquest punt. En termes pràctics, les apertures dels elements de línia del feix al voltant del punt d'interacció (p. ex. dels imants enfocadors de l'accelerador) limiten el valor mínim del paràmetre β*.